# Пароконвектомат

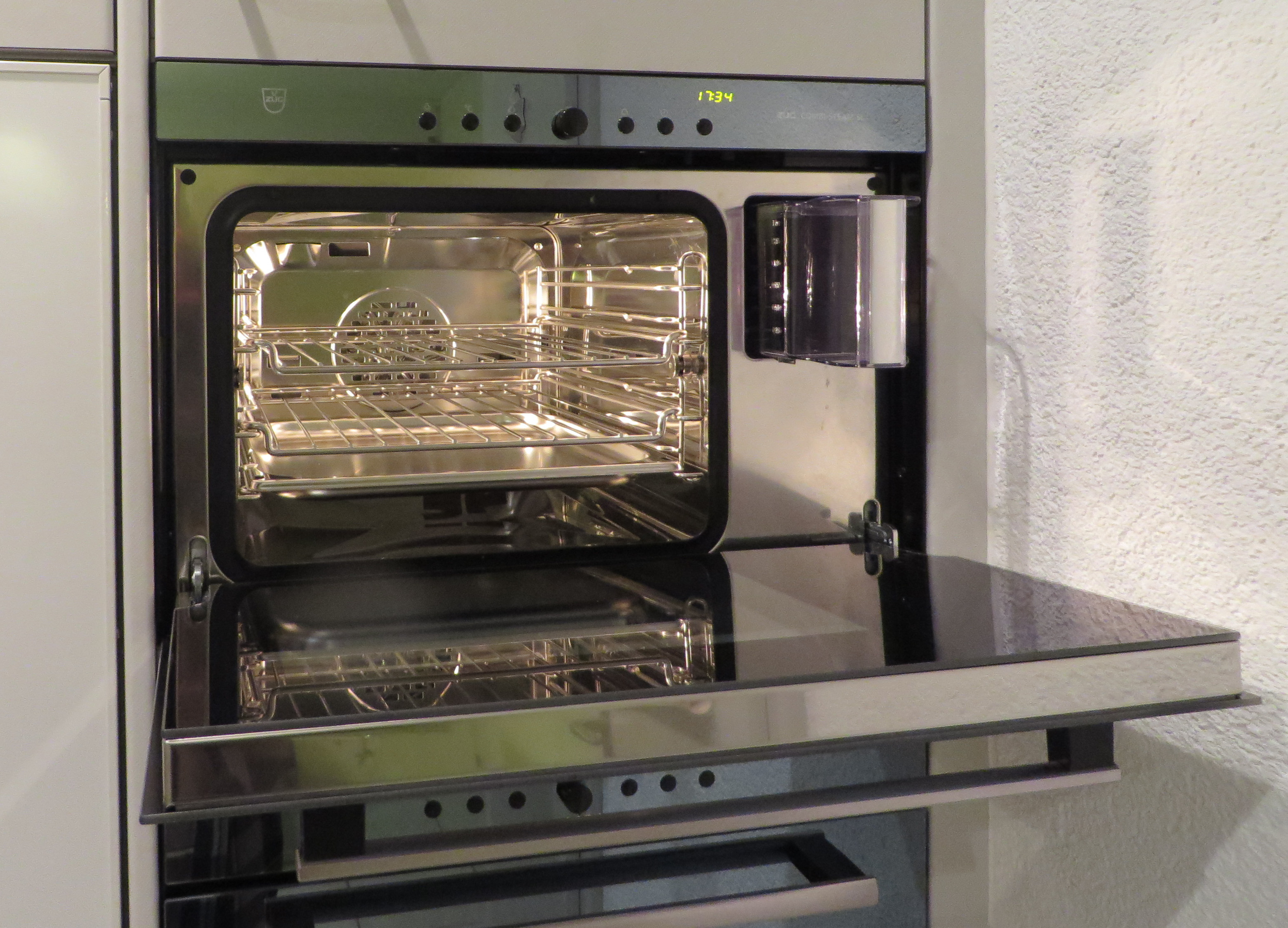
Пароконвектомат

Пароконвектомат — вид преимущественно профессионального кухонного теплового оборудования, который использует различные режимы сочетания пара и принудительной конвекции для приготовления пищи. В последнее время появились также удобные бытовые пароконвектоматы, но их стоимость существенно выше других бытовых приборов и близка к ценам профессиональной техники. Этому способствует возросший уровень автоматизации и программирования режимов, а также всё более удобный пользовательский интерфейс, в том числе на русском языке.
Данный вид кухонного оборудования позволяет производить до 70% всех вероятных операций тепловой обработки продуктов. Таким образом, пароконвектоматы заменяют несколько видов теплового оборудования, такие как: пароварка, жарочный шкаф, конвекционная печь, электроварка, электроплита, сковорода, пищеварочный котёл.
Основные режимы работы:
1. приготовление на пару (режим пара 100% влажности и температуры от +80°С до +120°С),
2. конвекция (циркуляция горячего воздуха) (режим преимущественно жарки или выпечки при отсутствии (0%) пара и температуре от +30 (80)°С до +250°C),
3. комбинированный вариант приготовления (одновременно используется пар (в интервале от 0 до 100% влажности) и горячий воздух при температуре от +30°С до +250°C).
4. низкотемпературный пар
5. регенерация Finishing

Эти режимы позволяют в одном устройстве применять различные способы приготовления продуктов: обжарка, припускание, низкотемпературный пар, запекание, разогрев, расстойка, выпечка, варка на пару, тушение, регенерация.
Большое распространение пароконвектоматов обусловлено экономической эффективностью их применения на больших объёмах приготавливаемых продуктов, то есть возможность приготовить большое количество продуктов с меньшими затратами тепловой энергии (электрической или газовой) на единицу продукции. Кроме того, приготовление в пароконвектомате даёт снижение расхода масла и улучшает диетические свойства приготавливаемой пищи.
Область эффективного применения пароконвектоматов в профессиональной кухне почти не ограничена. Нецелесообразно или малоэффективно их применение для малых объёмов продуктов относительно объёма печи и при нагреве больших объёмов воды (кипячение горячих напитков и приготовление супов).

## История
В 1976 году немецкая компания Rational AG (нем.) выпустила на рынок аппараты, сочетающие функции конвекционной печи и пароварки. Производимые изделия произвели революцию в процессе приготовления пищи. С помощью пароконвекционных печей повара смогли применять методы приготовления пищи, которые способствовали экономии электроэнергии, воды, снижению потерь конечного продукта и времени персонала. Сохранению витаминов и микроэлементов способствовала деликатная обработка продуктов низкотемпературным паром. Последнее позволило широко использовать пароконвектоматы для приготовления блюд диетической кухни.
Постепенно пароконвектоматы из простых аппаратов с ручным впрыском воды превратились в многофункциональные машины, многие из которых обладают собственным «интеллектом» и способностью автоматического приготовления блюд.
Изначально, цена на пароконвектоматы была очень высокой, и они были доступны лишь дорогим заведениям общественного питания. В настоящее время пароконвектоматы стали неотъемлемой частью кухни как дорогих ресторанов, так и многих заведений общественного питания.

## Виды пароконвектоматов
Классификация пароконвектоматов:
1. по способу образования пара:
  - бойлерные (источником пара выступает парогенератор),
  - инжекционные (пар образуется благодаря впрыску влаги с определёнными промежутками времени непосредственно на трубчатый электронагреватель);
2. по типу управления:
  - механические,
  - электромеханические,
  - электронные (сенсорные, программируемые);
3. по вместимости:
  - небольшие (3-6 уровней),
  - средние (6-10 уровней),
  - большие (12-24 уровня).
4. по энергоносителю:
  - электрические,
  - газовые (магистральный или сжиженный газ, но управление электрическое (электронное)).

Механическая панель управления
Такой тип управления очень прост и не отталкивает большим количеством кнопок и индикаторов. Его моментально осваивают даже неопытные сотрудники ресторана. Конечно же, набор функций в таких пароконвектоматах весьма урезан, что не мешает рядовому использованию данного оборудования, но может не устроить желающих расширить возможности своей профессиональной кухни и сделать условия для работы и пребывания на ней наиболее комфортными.
Электромеханический
Пароконвектомат с системой управления электромеханического типа довольно прост в обслуживании и понимании. Панель сочетает как сенсорные элементы, так и механические рычаги.
Углубленное знакомство со спецификой работы данного типа управления раскрывает обилие функциональных возможностей пароконвектомата, делающих его по-настоящему полезным и даже незаменимым в условиях кухонь заведений общепита. Специальные индикаторные панели отображают показатели микроклимата, времени, температуры и других характеристик процесса готовки.
Электронный или компьютерный
Пароконвектоматы с таким типом управления оснащены удобной жк-панелью/пультом, напоминающим экран современного компьютера. С этой панели вы сможете осуществлять управление всеми процессами, влияющими на ход приготовления ваших блюд.

## Преимущества
Преимущества пароконвектомата перед другими видами теплового оборудования:
- сочетание определённой температуры и влажности в рабочей камере, которое позволяет ускорить процесс приготовления пищи;
- равномерное приготовление;
- отсутствие необходимости переворачивать продукты;
- Быстрый выход на рабочую температуру (в течение 5 минут);
- при одновременном приготовлении различных блюд, каждое из них сохраняет свой вкус, большинство витаминов и минеральных веществ, выглядит очень аппетитным и свежим;
- обработка нескольких разнородных продуктов одновременно (до 10-12 блюд) без смешивания запахов;
- сохранение полезных свойств продуктов — возможность приготовления без масла, без образования поджаристой корочки, и без угрозы образования канцерогенов;
- экономия площади путём сокращения количества используемых изделий;
- снижение потерь конечного продукта на ужарку и уварку;
- экономия электроэнергии;
- уменьшение трудовых затрат;
- простота чистки оборудования (возможность использования самоочистки)

## Конструкция
Конструктивно, пароконвектомат — это универсальная печь с высокой эффективностью передачи тепла от ТЭНов (или нагревательных спиралей) приготавливаемому (выпекаемому, разогреваемому) продукту при помощи вентилятора, а также система увлажнения (инжекторная или бойлерная). Автоматические (встроенные) программы режимов приготовления дают не только удобство работы и существенную экономию времени повара, но и стабильность качества воспроизводства продукта, а также экономию на квалификации исполнителей. При ручном программировании режимов в каждом цикле задаются следующие параметры: температура в камере, влажность и время цикла (у некоторых производителей ещё скорость вращения вентилятора), и повар может сам задать необходимые ему параметры приготовления каждого блюда.
Парообразование в варианте бойлерного (парогенераторного) исполнения сложнее и дороже инжекторного. Бойлерная (парогенераторная) система увлажнения позволяет точнее измерять и контролировать фактическую влажность внутри пароконвектомата с точностью до единиц процента и даже в некоторых моделях учитывать собственную (естественно выделяемую) влажность приготавливаемых продуктов.
От конвекционных (и прочих кондитерских) печей пароконвектоматы отличает наличие возможности пара со 100%-ной влажностью, а также наличие гастронормиророванных (GN) противней или направляющих для них. Это обусловлено приготовлением преимущественно кулинарных блюд в пароконвектомате.
Равномерность прогрева в камере пароковектомата лучше всего обеспечивается наличием реверса вращения вентилятора. Но эта функция имеется не у всех производителей пароконвектоматов. Для некоторых видов выпечки и кондитерских изделий также важны несколько скоростей вращения (вплоть до отключения) вентилятора для обеспечения меньшего количества вибраций воздуха.
Мытьё в пароконвектомате можно осуществлять в полуавтоматическом и автоматическом режиме. Полуавтоматическая мойка представляет собой нанесение через пульверизатор моющего средства из едких щелочных или ПАВ смесей на загрязнённые поверхности пароконвектомата, затем пропаривание камеры в режиме 100% пара в течение 15-20 минут и смыв остатков вручную душирующим устройством. Автоматическая мойка пароконвектоматов у разных производителей реализована различными способами (как жидкими моющими и ополаскивающими средствами, так и в виде таблеток), но стоит обращать внимание на расход воды при таком режиме мойки, который порой доходит до 1000л за цикл мойки. Оптимальный расход воды с замкнутым циклом промыва у лучших производителей доходит до 40-50л за цикл для средних пароконвектоматов.